# Острів Кохання (Тернопіль)
Острів Кохання або Острів Закоханих — невеликий штучний острів у Тернопільському ставку.

## Географія
Розташований у центрі Тернополя, на відстані тридцять п'ять метрів від набережної парку імені Тараса Шевченка.

## Історія
Острів був створений під час відновлювальних робіт після Другої Світової війни, шляхом підсипання ґрунту.